# اسکوبار د کمپوس
اسکوبار د کمپوس (به اسپانیایی: Escobar de Campos) یک منطقهٔ مسکونی در اسپانیا است که در استان لئون، اسپانیا واقع شده‌است. اسکوبار د کمپوس ۱۷٫۱۴ کیلومتر مربع مساحت و ۵۶ نفر جمعیت دارد و ۸۱۲ متر بالاتر از سطح دریا واقع شده‌است.